# Divisió de Firozpur
La divisió de Firozpur, Firozepur o Ferozoepore és una entitat administrativa de primer nivell al Panjab (Índia) amb capital a Firozpur o Firozepur, formada per tres districtes:
- Districte de Firozepur
- Districte de Moga
- Districte de Muktsar

En total hi ha 11 subdivisions, 11 tehsils i 13 subtehsils. La divisió fou part de la de Jalandhar del 1947 al 1973, i fou separada en aquesta any. Inicialment va incloure també Faridkot que fou constituït en divisió separada el 1996.

## Comissionats
- 1. 	Shri S.S.Parmar, 	15-08-1973 a 11-10-1977
- 2. 	Shri Joginder Singh, 	16-10-1974 a 27-04-1977
- 3. 	Shri Sada Nand, 	28-04-1977 a 18-08-1978
- 4. 	Shri Sukhbir Singh, 11-09-1978 a 04-07-1979
- 5. 	Shri Joginder Singh, 	04-07-1979 a 22-05-1981
- 6. 	Shri Hardial Singh, 	28-05-1981 a 27-08-1981
- 7. 	Shri N.K.Arora, 	22-09-1981 a 21-05-1984
- 8. 	Shri Hari Ram, 	21-05-1984 a 21-09-1984
- 9. 	Shri Darshan Kumar, 	21-09-1984 a 22-04-1988
- 10. 	Shri C.L.Bains, 	09-05-1988 a 22-11-1988
- 11. 	Shri G.K.Bhatnagar, 	19-12-1988 a 08-07-1989
- 12. 	Shri N.S.Ratan, 	10-07-1989 a 17-08-1990
- 13. 	Shri R.I.Singh, 	30-08-1990 a 09-11-1990
- 14. 	Shri B.C.Gupta, 	09-11-1990 a 07-10-1992
- 15. 	Shri S.R.Bunger, 	02-11-1992 a 22-06-1994
- 16. 	Shri S.R.Bunger, 	02-11-1992 a 22-06-1994
- 17. 	Shri S.C.Aggarwal, 	23-06-1994 a 19-06-1995
- 18. 	Shri Shyam Lal, 	19-06-1995 a 27-07-1998
- 19. 	Shri R.N.Gupta, 	27-07-1998 a 18-01-1999
- 20. 	Shri D.S.Kalha, 	18-01-1999 a 30-01-1999
- 21. 	Shri R.N.Gupta, 	30-01-1999 a 03-11-1999
- 22. 	Shri Jagpal Singh Sandhu, 	03-11-1999 a 12-07-2001
- 23. 	Shri Dharamvir, a	16-07-2001 a 08-07-2003
- 24. 	Shri Bibek Sarkar, a	16-07-2003 a 02-05-2005
- 25. 	Shri Kulbir Singh Sidhu, 02-05-2005 a 31-08-2006
- 26. 	S. Surinderjeet Singh Sandhu,	20-09-2006 a 10-09-2007
- 27. 	Sh. B.S.Sudan, a 11-09-2007